# Mellon Collie and the Infinite Sadness
| Recensione          | Giudizio       |
| ------------------- | -------------- |
| AllMusic            | [ 11 ]         |
| Spin                | [ 12 ]         |
| Pitchfork           | [ 13 ]         |
| Ondarock            | Pietra miliare |
| Storia della musica | [ 15 ]         |
| SentireAscoltare    | [ 16 ]         |

Mellon Collie and the Infinite Sadness è un album del gruppo alternative rock statunitense The Smashing Pumpkins, pubblicato nel 1995 da Virgin Records.
È un album doppio in formato CD e triplo in vinile. Assieme al precedente, Siamese Dream, è considerato dalla critica uno dei capolavori della band, nonché tra i dischi più importanti usciti in ambito rock negli anni novanta. Ad oltre 20 anni dalla pubblicazione il disco ha venduto oltre 10 milioni di copie nei soli Stati Uniti. Tale risultato ne fa il maggior successo discografico della band.

## Il disco
Lo scorrere delle tracce dell'album accompagna il trascorrere di una giornata-tipo di un giovane, partendo dall'alba al tramonto prima (Dawn to Dusk) passando dal crepuscolo alla notte stellata poi (Twilight to Starlight). I testi sono un classico esempio dal tipico pessimismo giovanile che negli anni '90 caratterizzò quasi tutti i lavori dell'ondata delle grunge band.
L'album verrà giudicato come un compendio di 40 anni di rock, evidente anche nei suoi acclamati singoli, partendo dal pop di 1979, all'orchestrale Tonight, Tonight, il violento grunge di Bullet with Butterfly Wings e il martellante riff di sabbathiana memoria di Zero, per finire con l'ultimo singolo Thirty-Three, una ballata che anticipa già le sonorità più intime ed elettroniche del successivo lavoro Adore.
Le altre tracce vedono il gruppo (in realtà il compositore principale era il solo Corgan) cimentarsi con una versione aggiornata del prog-rock (Porcelina of the Vast Oceans e Thru the Eyes of Ruby) che invoca misteriose figure immaginarie, brani più vicini alla psichedelia dei primi Pink Floyd in Cupid De Locke e We Only Come out at Night, furiosi brani tra hard-rock, punk e metal e dolci ballate mid-tempo che strizzano l'occhio ai Beatles.
L'album ha raggiunto il 1º posto nella classifica Billboard 200 negli Stati Uniti e il 4º posto nella UK Albums Chart nel Regno Unito nel 1995.
La rivista Rolling Stone l'ha inserito al 487º posto della sua lista dei 500 migliori album.

## Copertina
La foto di copertina del disco è ispirata a due dipinti, a Santa Caterina d'Alessandria di Raffaello, per il corpo e a La fedeltà di Jean-Baptiste Greuze, per il volto. John Craig, artista nativo di Richmond e autore dell'artwork lavorò a diversi progetti basandosi sulle indicazioni che Corgan gli trasmetteva via fax. Le altre illustrazioni non furono scelte per l'immagine di copertina, compaiono comunque nelle pagine interne del "booklet" e nel retrocopertina. Nel 2012, in occasione della pubblicazione dell'edizione deluxe dell'album, Craig realizzò una nuova copertina partendo da quella originale e presentando altri elementi nel paesaggio.

## Tracce
Tutti i brani sono scritti e composti da Billy Corgan, eccetto dove indicato.

### Versione in doppio CD
CD 1Dawn to Dusk
1. Mellon Collie and the Infinite Sadness (instrumental) – 2:51
2. Tonight, Tonight – 4:13
3. Jellybelly – 3:00
4. Zero – 2:39
5. Here Is No Why – 3:44
6. Bullet with Butterfly Wings – 4:16
7. To Forgive – 4:15
8. Fuck You (An Ode to No One) – 4:49
9. Love – 4:21
10. Cupid de Locke – 2:49
11. Galapogos – 4:45
12. Muzzle – 3:43
13. Porcelina of the Vast Oceans – 9:20
14. Take Me Down – 2:50 (J. Iha)

CD 2Twilight to Starlight
1. Where Boys Fear to Tread – 4:21
2. Bodies – 4:11
3. Thirty-Three – 4:09
4. In the Arms of Sleep – 4:11
5. 1979 – 4:24
6. Tales of a Scorched Earth – 3:45
7. Thru the Eyes of Ruby – 7:37
8. Stumbleine – 2:53
9. X.Y.U. – 7:06
10. We Only Come Out at Night – 4:04
11. Beautiful – 4:17
12. Lily (My One and Only) – 3:30
13. By Starlight – 4:47
14. Farewell and Goodnight – 4:21 (B. Corgan, J.Iha)

### Versione in triplo LP
Disco 1
Lato ADawn
1. Mellon Collie and the Infinite Sadness – 2:51
2. Tonight, Tonight – 4:13
3. Thirty-Three – 4:09
4. In the Arms of Sleep – 4:11
5. Take Me Down – 2:50 (J.Iha)

Lato BTea Time
1. Jellybelly – 3:00
2. Bodies – 4:11
3. To Forgive – 4:15
4. Here Is No Why – 3:44
5. Porcelina of the Vast Oceans – 9:20

Disco 2
Lato ADusk
1. Bullet with Butterfly Wings – 4:16
2. Thru the Eyes of Ruby – 7:37
3. Muzzle – 3:43
4. Galapogos – 4:45
5. Tales of a Scorched Earth – 3:46

Lato BTwilight
1. 1979 – 4:24
2. Beautiful – 4:17
3. Cupid de Locke – 2:49
4. By Starlight – 4:47
5. We Only Come Out at Night – 4:04

Disco 3
Lato AMidnight
1. Where Boys Fear to Tread – 4:21
2. Zero – 2:39
3. An Ode to No One – 4:50
4. Love – 4:20
5. X.Y.U. – 7:06

Lato BStarlight
1. Stumbleine – 2:54
2. Lily (My One and Only) – 3:31
3. Tonite Reprise – 2:40
4. Farewell and Goodnight – 4:21 (B.Corgan, J.Iha)
5. Infinite Sadness – 4:02

## Formazione
The Smashing Pumpkins
- Billy Corgan - voce, chitarre, piano, mellotron, arrangiamenti
- James Iha - chitarra, voce
- D'arcy Wretzky - basso, voce
- Jimmy Chamberlin - batteria, voce

Altri musicisti
- Greg Leisz – lap steel guitar in Take me Down
- Chicago Symphony Orchestra – orchestra in Tonight, Tonight

Tecnici
- Flood - produzione, missaggio
- Billy Corgan – produzione
- Alan Moulder – missaggio
- Barry Goldberg – assistente al missaggio
- Chris Shepard – registrazione
- Howie Weinberg – mastering

## Classifiche

### Classifiche settimanali
| Classifica (1995) | Posizione massima |
| ----------------- | ----------------- |
| Australia         | 1                 |
| Austria           | 36                |
| Belgio (Fiandre)  | 2                 |
| Belgio (Vallonia) | 3                 |
| Canada            | 2                 |
| Finlandia         | 14                |
| Francia           | 34                |
| Germania          | 21                |
| Italia            | 17                |
| Norvegia          | 7                 |
| Nuova Zelanda     | 1                 |
| Paesi Bassi       | 6                 |
| Portogallo        | 26                |
| Regno Unito       | 4                 |
| Stati Uniti       | 1                 |
| Svezia            | 1                 |
| Svizzera          | 27                |

### Classifiche di fine anno
| Classifica (1996) | Posizione |
| ----------------- | --------- |
| Stati Uniti       | 10        |

### Classifiche di fine decennio
| Classifica (1990–1999) | Posizione |
| ---------------------- | --------- |
| Stati Uniti            | 80        |